# Kama (concept)
Ne doit pas être confondu avec Kâmadeva.
Pour les articles homonymes, voir Kama.
Le kama, (kāma) (sanskrit (IAST), pali, devanagari: काम) est un concept de l'hindouisme, qui peut se traduire par « désir » dans la littérature indienne. Mais ce terme signifie aussi : plaisir, satisfaction sexuelle, accomplissement sexuel ou jouissance esthétique de la vie. Le kama connote souvent le désir et le désir sexuels dans la littérature contemporaine, mais le concept renvoie plus largement à tout désir, toute passion, toute jouissance des sens, plaisir esthétique de la vie, affection ou amour, avec ou sans connotation sexuelle.
Dans les traditions hindoues, le kama est l'un des trois (voire quatre) objectifs de la vie humaine. On le considère comme un objectif essentiel et sain de la vie humaine lorsqu'il est poursuivi sans sacrifier les trois autres objectifs: dharma (vie vertueuse, intègre, morale), artha (prospérité matérielle, sécurité du revenu, moyens de vie) — et le quatrième, éventuel mais suprême car source d'un bonheur infini : moksha (libération des réincarnations de l'âme individuelle). Ensemble, ces quatre buts de la vie sont appelés purushartha. 

## Sa valeur relative
« Dans la hiérarchie consacrée des « trois catégories » d'activités humaines (trivarga) et des buts de l'homme (purushartha) que la tradition (smriti) assigne aux hommes – dharma : le devoir, ce qui est bon sur le plan moral ; artha : les intérêts, ce qui est utile sur le plan social ; kâma : l'amour, ce qui est agréable sur le plan sensoriel – l'amour occupe la troisième position. Bien que certains aient pu le considérer comme la source, tant de l'artha, que du dharma. ». Chaque être humain est considéré comme ayant le droit, et même le devoir d'accéder à ces trois objectifs, afin d'avoir une vie pleine et entière.

## Divers usages
Kama signifie approximativement « désir, envie, souhait ou désir ardent », dans la littérature classique,. Dans la littérature contemporaine, le kama se réfère habituellement au désir sexuel. Le terme se réfère également à toute jouissance sensorielle, l'attraction émotionnelle et le plaisir esthétique, liés à la danse, la musique, la peinture, la sculpture et aussi à la nature, aux parfums.
Cependant, des écoles comme le yoga apprennent à juguler ces désirs pour ne pas en être esclave et en souffrir. D'autres courants, tels que le tantrisme, utilisent kāma comme voie de libération.
Le concept de kama se trouve dans certains des premiers versets connus des védas. Par exemple, le livre 10 du Rig Veda décrit la création de l'univers à partir de rien par La grande chaleur. Le kama est le principe de cette création.
La Brihadaranyaka Upanishad , l'une des plus anciennes Upanishads de l'hindouisme, utilise le terme kama, dans un sens plus large, comme n'importe quel désir.
C'est un des quatre buts de l'existence (purushartha) d'un brahmane.
Les anciennes littératures indiennes en sanskrit, telles que les épopées, qui ont suivi les Upanishads, développent et expliquent le concept de kama, associé à artha et dharma. Le Mahabharata, par exemple, fournit une définition précise du kama. Le texte épique énonce que le kama est une expérience agréable et désirable (un plaisir) engendrée par l'interaction d'un ou plusieurs des cinq sens avec un objet qui lui est agréable, tandis que l'esprit concourt en même temps aux autres buts de la vie humaine (dharma, artha et moksha).